# Zwinger

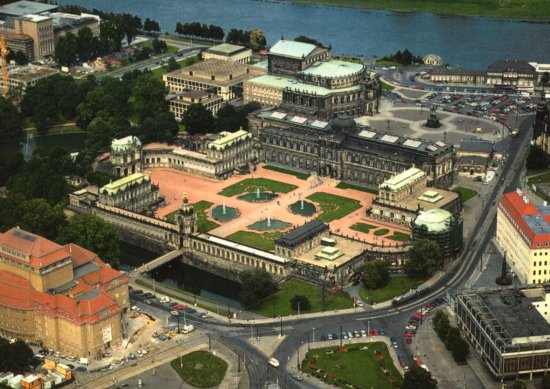
Imagen aérea de Zwinger.

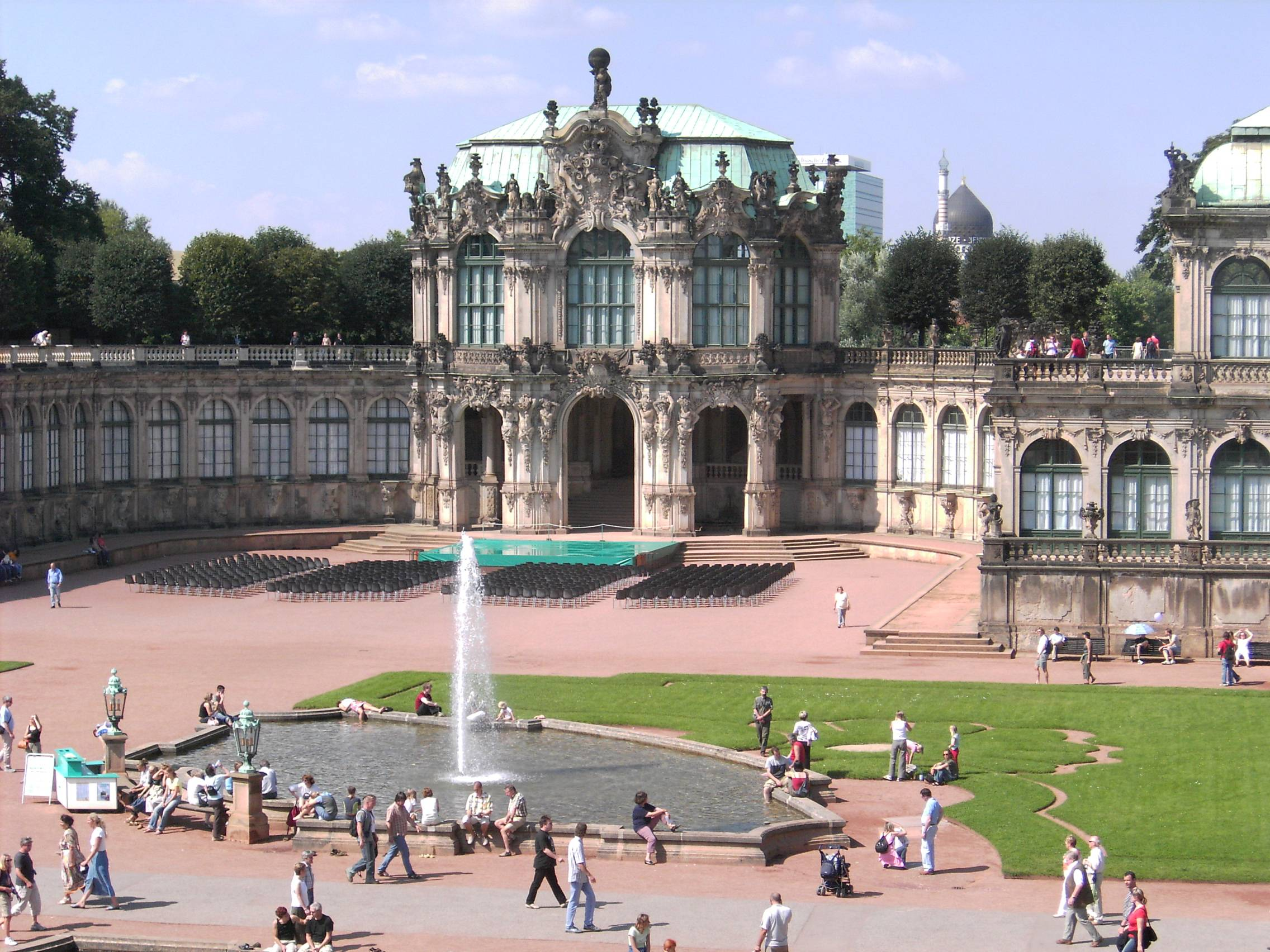
Zwinger.

El Zwinger de Dresde es un palacio barroco situado en el casco antiguo de la ciudad, entre el edificio de la ópera Semperoper y Postplatz. El palacio fue edificado en el lugar que antiguamente ocupó un bastión, y de ahí su nombre, ya que la palabra Zwinger (sinónimo de Ringmauer) se utilizaba para denominar la muralla exterior circular que protegía las ciudades medievales. Construido inicialmente como invernáculo de naranjos, la construcción sirvió en sí a las representativas pretensiones del príncipe elector Augusto el Fuerte y fue escenario de grandes fiestas. En la actualidad se destaca por las colecciones de arte y ciencia que se encuentran en su interior.

## Colecciones permanentes en Zwinger
- Salón de las Matemáticas y la Física (Mathematisch-Physikalischer Salon)
- Museo de zoología (Museum für Tierkunde)
- Colección de porcelana (Porzellansammlung)
- Armería (Rüstkammer)
- Pinacoteca de los antiguos maestros (Gemäldegalerie Alte Meister)

## Elementos principales

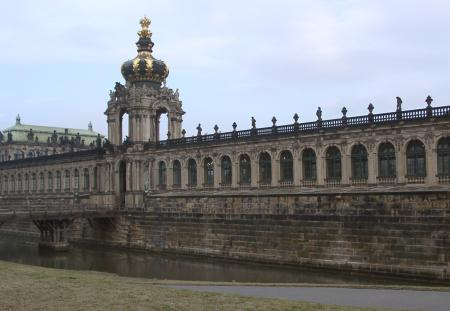
Ala oeste y la puerta de la corona.

### Kronentor
La Kronentor (puerta de la corona) es el elemento más conocido y fotografiado del conjunto arquitectónico. La parte superior de la puerta está adornada con una reproducción de la corona real polaca. La puerta que se encuentra frente al lado occidental tiene un portal con vista a la estatua ecuestre que se levanta en la Theaterplatz.

### Nymphenbad

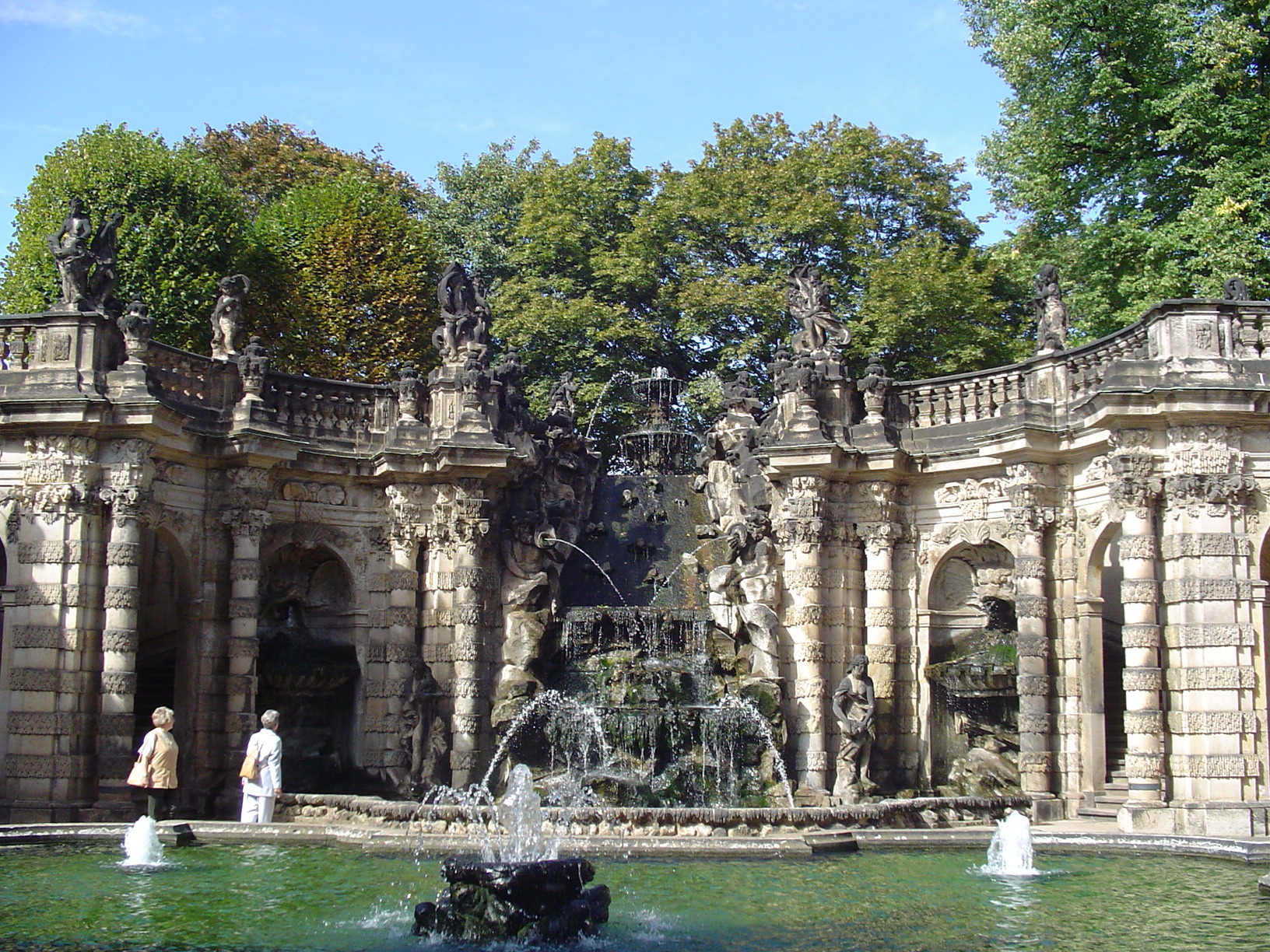
Nymphenbad.

El Nynphenbad (baño de las ninfas) es una fuente que se halla en la muralla detrás del pabellón francés. Hecha por Balthasar Permoser, es de estilo barroco.

### Pabellón de la ciudad, o del carrillón
Otro elemento importante es el Uhr mit Glockenspiel (reloj con carrillón), realizado en porcelana de Meißen. El reloj hubo de ser restaurado varias veces, la primera entre 1849 y 1856. También se vio afectado por el bombardeo de Dresde en 1945. Su restauración duró hasta 1964 y se aumentó el número de campanas de porcelana, de las 24 originales a 40.

## Historia
El edificio barroco Zwinger fue erigido entre 1711 y 1728 sobre los restos de un bastión entre la Semperoper y la Postplatz según los planos de Matthäus Daniel Pöppelmann y Balthasar Permoser.
Entre 1847 y 1854 se completó la parte que da al Elba con la Gemäldegalerie (galería de pinturas) por obra de Gottfried Semper.
En la Segunda Guerra Mundial, durante el bombardeo de Dresde de 1945, el edificio fue destruido. Pero ya en los años 1945-46 se comenzó a reconstruirlo. En 1951 se acabó la Kronentor, en 1952 el Mathematisch-Physikalische Salon, en 1953 el Glockenspielpavillon y en 1954 el Wallpavillon y el Französischer Pavillon. En 1963 la reconstrucción había terminado prácticamente.